# Sztilianósz Venetídisz
Sztéliosz Venetídisz (görögül: Στέλιος Βενετίδης) (Larissza, 1976. november 19. –) görög válogatott labdarúgó.

## Pályafutása
Pályafutása során a következő csapatokban szerepelt: Oresztisz Oresztiada (1994–1996), Skoda Xánthi (1996–1999), PAÓK (1999–2001), Olimbiakósz (2001–2006), Láriszasz (2006–2012).
2012. májusában jelentette be visszavonulását.

## Válogatott
A görög válogatottban 1999 és 2004 között összesen 42 mérkőzésen lépett pályára.
Tagja volt a 2004-ben Európa-bajnokságot nyerő görög válogatott keretének.

## Sikerei, díjai
PAÓK
- Görög kupa (1): 2001

Olimbiakósz
- Görög bajnokság (4): 2001/02, 2002/03, 2004/05, 2005/06
- Görög kupa (2): 2005, 2006

Láriszasz
- Görög kupa (1): 2007

Görögország
- Európa-bajnokság (1): 2004

## Külső hivatkozások
- Adatlapja a national-football-teams.com-on